# 中華民國圖書館學會
中華民國圖書館學會（英語：Library Association of the Republic of China (Taiwan)，LAROC）是中華民國的圖書資訊學學術團體，學會由圖書資訊學專業人士與圖書館從業人員組成，負責制定《中國編目規則》並出版有學術期刊《圖書資訊學研究》，定期與國家圖書館合辦圖書館從業人員的教育訓練課程，以及自2017年起每年舉辦「資訊組織分析師認證考試」。

## 歷史
1925年於北京創立中華圖書館協會，1953年在台北復會並改名中國圖書館學會，2005年經會員大會通過改為現名中華民國圖書館學會。

## 《我國圖書館員專業倫理守則》
館員應積極維護閱讀自由，並抗拒不當壓力。
館員基於維護讀者資訊權益，落實人權保障，應抗拒來自政府、商業及宗教等不當之檢查、干涉與壓力。——《我國圖書館員專業倫理守則》第1條
2002年國家圖書館委託中國圖書館學會制訂《我國圖書館員專業倫理守則》，總共十條，內容包括了館員應維護閱讀自由、公平服務讀者、中立收集資訊、妥善保存資訊、保護讀者隱私。

## 出版品
「中華民國圖書館事業百年回顧與展望」叢書：
- 曾淑賢. . 五南. 2013. ISBN 9789571169101.
- 賴苑玲. . 五南. 2013. ISBN 9789571174457.
- 王珮琪、劉春銀. . 五南. 2015. ISBN 9789571181578.
- 陳雪玉. . 五南. 2014. ISBN 9789571179766.
- 林光美. . 五南. 2013. ISBN 9789571174297.
- 蔡明月. . 五南. 2013. ISBN 9789571174327.
- 卜小蝶. . 五南. 2015. ISBN 9789571174310.
- 陳冠至、黃元鶴. . 五南. 2014. ISBN 9789571174303.